# Assembla
Assembla es una empresa que provee herramientas de colaboración y de seguimiento de errores (Bug Tracking System) y tareas basadas en la nube, para organizar y administrar proyectos de código abierto y comerciales para el desarrollo de software. Actualmente, Assembla tiene más de 500 000 usuarios en más de 100 países.

## Historia
Assembla fue fundada en Needham, Massachusetts en el año 2003. La compañía se formó oficialmente en el 2005 liderada por Andy Singleton, creador de PowerSteering Software, utilizando un proceso distribuido ágilmente para enlazar a los empleados desde múltiples ubicaciones.
En octubre del 2008, Assembla comenzó a cobrar por algunos de sus servicios.
En marzo del 2009, Assembla formó alianza con el proveedor de herramientas de trabajo en línea oDesk, ofreciendo a sus usuarios acceso a los servicios de ambas compañías.
En mayo del 2011, Assembla lanzó el producto Portfolio. El mismo permite una administración centralizada de usuarios y reportes a través de un portal personalizable y privado que soporta una cantidad ilimitada de proyectos. Assembla Portfolio está diseñado para compañías de gran envergadura.

## Productos
- Espacios de Trabajo (Project Workspaces): Alojados a través de Assembla ofrecen elementos para la administración de proyectos de software como seguimiento de defectos y tareas, repositorios subversion y Scrum.[8] Estos servicios están dirigidos principalmente a programadores y desarrolladores de software ofreciendo control de versiones como subversion, Git y Mercurial.[9] Un tercio de sus herramientas son herramientas de colaboración, entre ellas wikis y mensajes.[10]

- Assembla Portfolio: está diseñado para manejar múltiples proyectos. Portfolio incluye todas las herramientas de los Espacios de trabajo de Assembla más un portal personalizable, administración centralizada de usuarios y reportes e informes de administración. Está disponible para una cantidad ilimitada de proyectos y posee una opción de instalación privada.

Los espacios de trabajo y los portafolios son gratuitos para proyectos de código abierto y para comunidades públicas visibles. Assembla también ofrece repositorios gratuitos privados subversion y Git.